# 江詩丹頓
46°09′57″N 6°06′02″E / 46.16597°N 6.10054°E
華沙朗·江詩丹頓（法语：Vacheron Constantin，法語發音：[va.ʃə.rɔ̃ kɔ̃s.tɑ̃.tɛ̃]），通稱江詩丹頓，是瑞士著名奢华鐘錶制造商。其创立于1755年，总部位于瑞士日內瓦州的普朗莱瓦特。 江诗丹顿是世界上最古老的钟表品牌之一，在其整个历史中从未间断钟表制造，精于各种复杂功能和古老工艺。1996年起，隸屬於瑞士历峰集团（Richemont Group） 。该公司在全球范围内共拥有約1200名直属员工，大部份員工在日內瓦總部或汝拉山谷製造廠工作，其业务遍布全球160多个国家和地区。江诗丹顿的现任首席执行官是Laurent Perves先生。
江詩丹頓是世界上最负盛名的名贵钟表品牌之一。 多年来，江诗丹顿的客户及佩戴者中不乏显赫人士，包括英国女王伊丽莎白二世、教皇庇護十一世、法国皇帝拿破崙一世、奥斯卡影帝马龙·白兰度、美国心理学之父威廉·詹姆士、石油大亨约翰·洛克菲勒、英国戴安娜王妃、美国总统哈瑞·杜魯門、人类飞行先驱莱特兄弟等等。 江诗丹顿为埃及国王福阿德一世（Fuad I of Egypt）订制的怀表No. 402833 (1929) 是世界上拍卖成交价最高的怀表之一，于2005年4月3日由安帝古伦拍卖行以约277万美金的价格在瑞士日内瓦售出（3,306,250瑞士法郎）。 2015年，江诗丹顿发布由其阁楼工匠部门研制的孤品定制怀表，编号No.57260。该怀表保持世界最复杂机械钟表纪录至今，集成超过57项复杂功能于一身。

## 歷史

### 早期历史

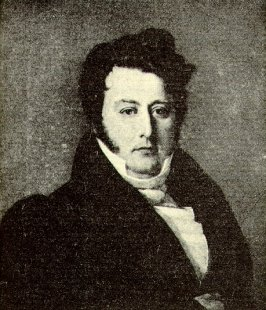
弗朗索瓦·江詩丹頓（François Constantin）

公司創立於1755年，創辦人讓-馬克·瓦什隆（Jean-Marc Vacheron）是一位瑞士日內瓦的獨立製錶師。 因对哲学、科学和制表学有着共同兴趣，瓦舍龙和法国启蒙运动代表人物卢梭、伏尔泰均是好朋友。 1785年，让-马克·瓦舍龙之子亞伯拉罕·瓦舍龙（Abraham Vacheron）继承家族事業。 這段時期正值法國大革命（1789-1799年），公司安然過渡。1810年，让-马克·瓦舍龙之孫亞科斯-巴特雷米·瓦舍龙（Jacques-Barthélemy Vacheron）接管家業，成為公司的掌舵人，他更是首次將業務擴展到法國和義大利。
其後，亞科斯發現孤身一人難以兼顧穿梭海外進行產品營銷，必須覓得一位合作夥伴處理公司業務，因此在1819年，弗朗索瓦·江詩丹頓（François Constantin）成為了他的合作伙伴，公司正式改名為“Vacheron & Constantin（中译：瓦舍龙和江诗丹顿）”。弗朗索瓦·江詩丹頓將公司的鐘錶帶到世界各地，並開拓新市場，當中北美為主要銷售區域。品牌一直沿用至今的座右銘「悉力以赴，精益求精（法语：Faire mieux si possible, ce qui est toujours possible）」首見於弗朗索瓦·江詩丹頓在1819年7月5日寫給亞科斯-巴特雷米·瓦舍龙的往來書信當中。
1833年，喬治斯-奧古斯特·列修特（Georges-Auguste Leschot）受僱於江詩丹頓，負責監控生產程序。列修特是一位發明家，他革新的創作不僅成就了公司的成功，亦深遠地影響了整個製錶業的發展。他是首個成功規範化製錶業生產的人，並率先將机芯和其零件进行标准化制作。1844年，日內瓦藝術協會（Arts Society）將「裏維獎」（Rive Prize）金牌授予任职于江诗丹顿的喬治斯-奧古斯特·列修特，嘉奖他所发明的比例绘图仪（Pantograph）为“日内瓦工业最具价值的发现”。比例绘图仪可以确定机芯底盘和夹板中心位置并钻孔，这使得可更换零部件的生产成为可能，并提升了江诗丹顿腕表的品质。

### 公司重组
弗朗索瓦·江诗丹顿和亞科斯-巴特雷米·瓦舍龙分别于1854年和1863年去世，之后公司交由两家族的后代经营打理。1862年，江詩丹頓成為非导磁材料研究協會會員之一。

1877年，江诗丹顿创作了首枚非导磁时计，以完整杠杆机构抵御磁场影响。此机构包括平衡齿轮、平衡游丝和杠杆轴，均采用钯金属制造，配合以青铜打造的杠杆吊臂和金质擒纵轮。1880年，江诗丹顿開始以馬耳他十字作為其商標，並一直沿用至今。馬耳他十字原為機芯內的發條盒蓋上方的小零件，它的作用是防止發條匣被過度上錬，從而使時計運作更加準確。

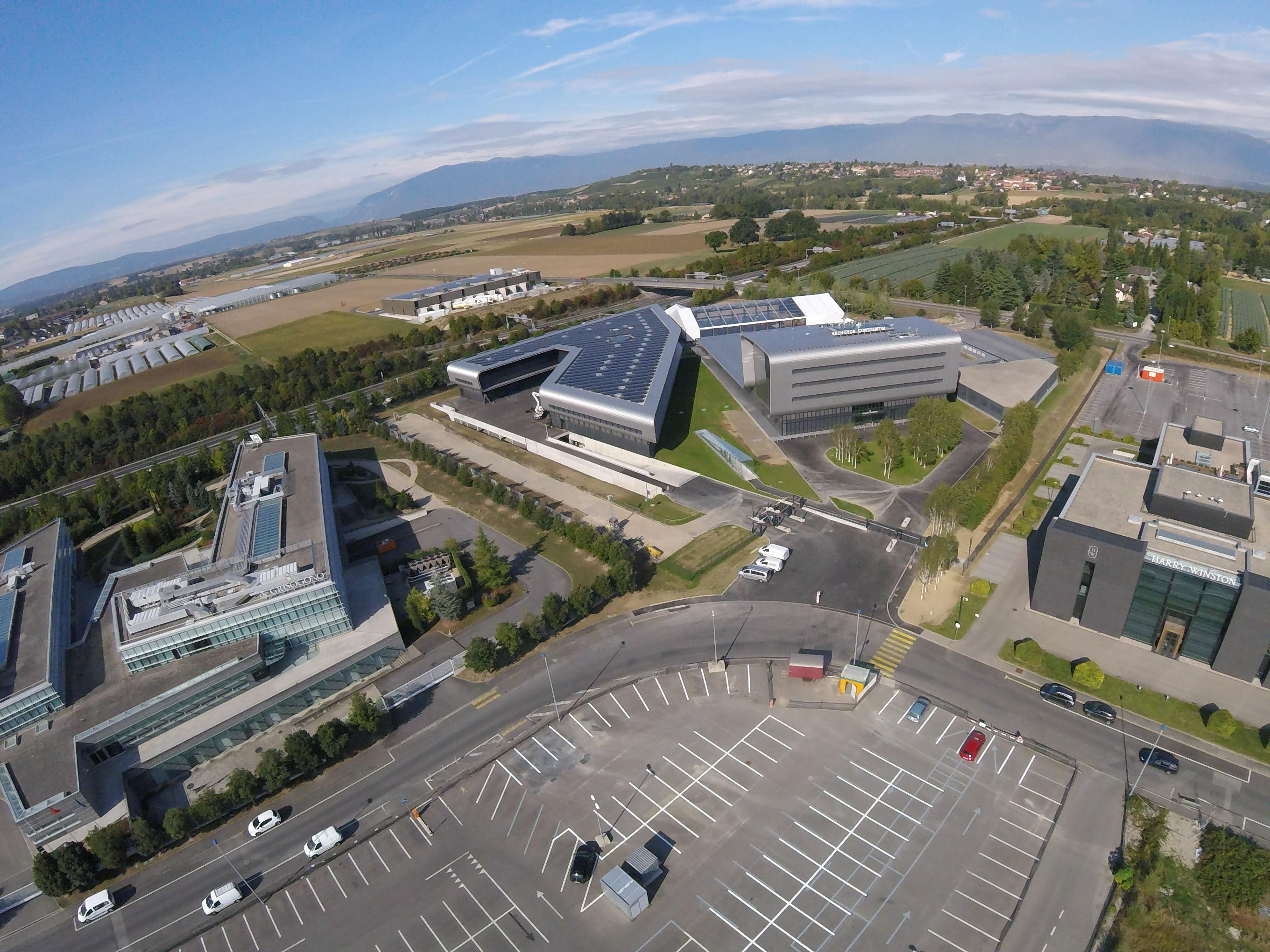
江诗丹顿位于瑞士日内瓦的办公地点

1887年，江诗丹顿在瑞士国家展览会上获得金牌，为公司奠下另一个里程碑。1906年，江诗丹顿于日内瓦开设首间专卖店，此店现址在Quai de l'Ile。
經濟大蕭條期間，百業艱難，江詩丹頓依然堅守本業。1936年，查理斯·江詩丹頓（Charles Constantin）掌管公司業務，成為自1850年代後首位來自江詩丹頓家族的掌舵人。1940年，Georges Ketterer 从查理斯·江詩丹頓手中收购江詩丹頓大部分股份。

### 近期发展
1969年，Georges Ketterer去世，公司交由其子Jacques Ketterer打理，并正式将“Vacheron & Constantin”更名为“Vacheron Constantin，（中文品牌名：江诗丹顿）”。
1970年代，江诗丹顿受到石英危机（quartz crisis）的冲击。1987年，沙特阿拉伯前石油部長及鐘錶收藏家沙克·阿美·扎奇·亞馬尼（Sheik Ahmed Zaki Yamani）成為品牌大股東後將瓦舍龙·江詩丹頓收納為其個人的持股組合。1996年，該部份的股份被瑞士的历峰集团（Richemont Group）全數收購。
2004年，江詩丹頓于瑞士日內瓦州的普朗莱瓦特市開設其全新總部及製錶廠。2005年10月，胡安·卡洛斯·托里斯（Juan Carlos Torres）被歷峰集團任命為江詩丹頓的全球首席执行官。江诗丹顿现为瑞士鐘錶行業聯合會（Federation of the Swiss Watch Industry）的主要成員，腕表年产量约为2万枚。

## 公司口号
江诗丹顿的一个公司口号是“悉力以赴，精益求精（Faire mieux si possible, ce qui est toujours possible）”。 该口号最早出现在一封弗朗索瓦·江詩丹頓给亞科斯-巴特雷米·瓦舍龙的信中，该信件的日期1819年7月5号。

## 钟表制造

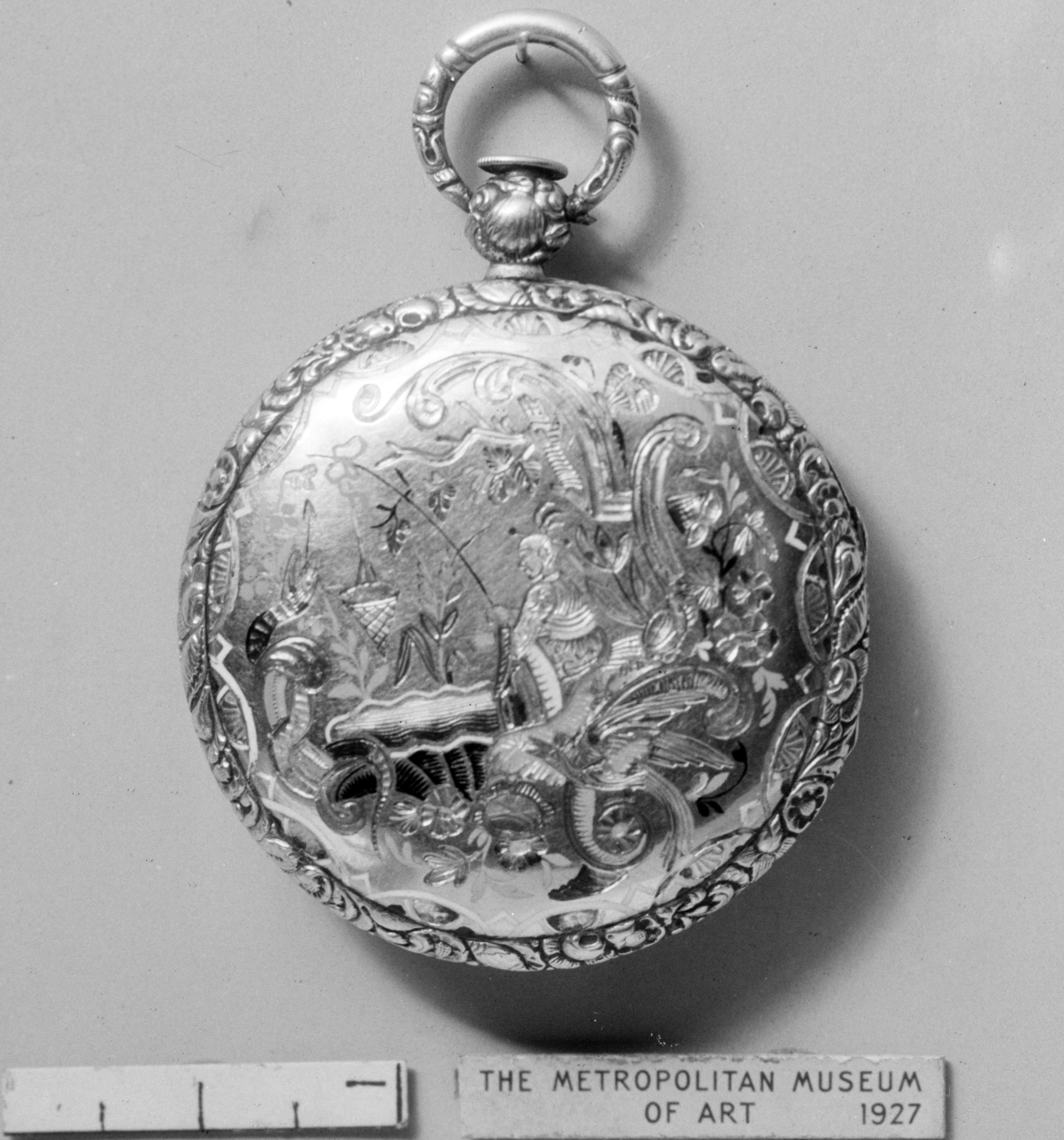
美国纽约大都会艺术博物馆收藏的一枚江诗丹顿怀表

### 重要发明及专利
以下是江诗丹顿在钟表制造领域取得的部分成就。
- 1790年，创造出世界上第一项钟表的复杂功能[33]
- 1824年，发明了钟表的跳时显示功能（jumping hour）[33]
- 1885年，创造出第一款抗磁功能的时计
- 1901年，获得第一枚日内瓦印记（Geneval Seal）[33]
- 1929年，为埃及国王福阿德一世（Fuad I of Egypt）订制的“很复杂”（Grande Complication）怀表No. 402833
- 1955年，创造出世界上最薄手动上链机芯（Calibre 1003）[33]
- 1992年，制造出世界上最薄的三问报时表（Calibre 1755）[33]
- 2015年，制造出世界上最复杂的机械表（Reference 57260），拥有57项复杂功能[34][35]

### 环保评级
2018年12月，世界自然基金会（WWF）发布官方报告，包含对瑞士15个主要钟表及珠宝生产商的环保评级。 其中江诗丹顿连同其它3个生产商（包括积家、卡地亚）的评级为中上级（"Upper Midfield"），意味着作为钟表生产商江诗丹顿采取了一定的措施以消除其生产活动对环境及气候变化所造成的影响。
在钟表及珠宝制造行业，主要的环保隐患有二：1）生产活动的不透明；2）对珍贵原材料的大量开采，主要包括金矿。而后者是造成众多环境问题的重要因素之一，比如水土污染、土壤退化、森林破坏等。 在作为黄金最大生产国的发展中国家，包括中国、俄罗斯和南非，情况尤其严重。据估计，钟表及珠宝行业每年消耗超过2000吨的黄金，占全球黄金产量的50%以上，而大多数情况下，钟表制造公司不能或不愿意说明其原材料的来源,或原材料供应商是否采用环保的开采方式。

## 著名表款

### 价格记录

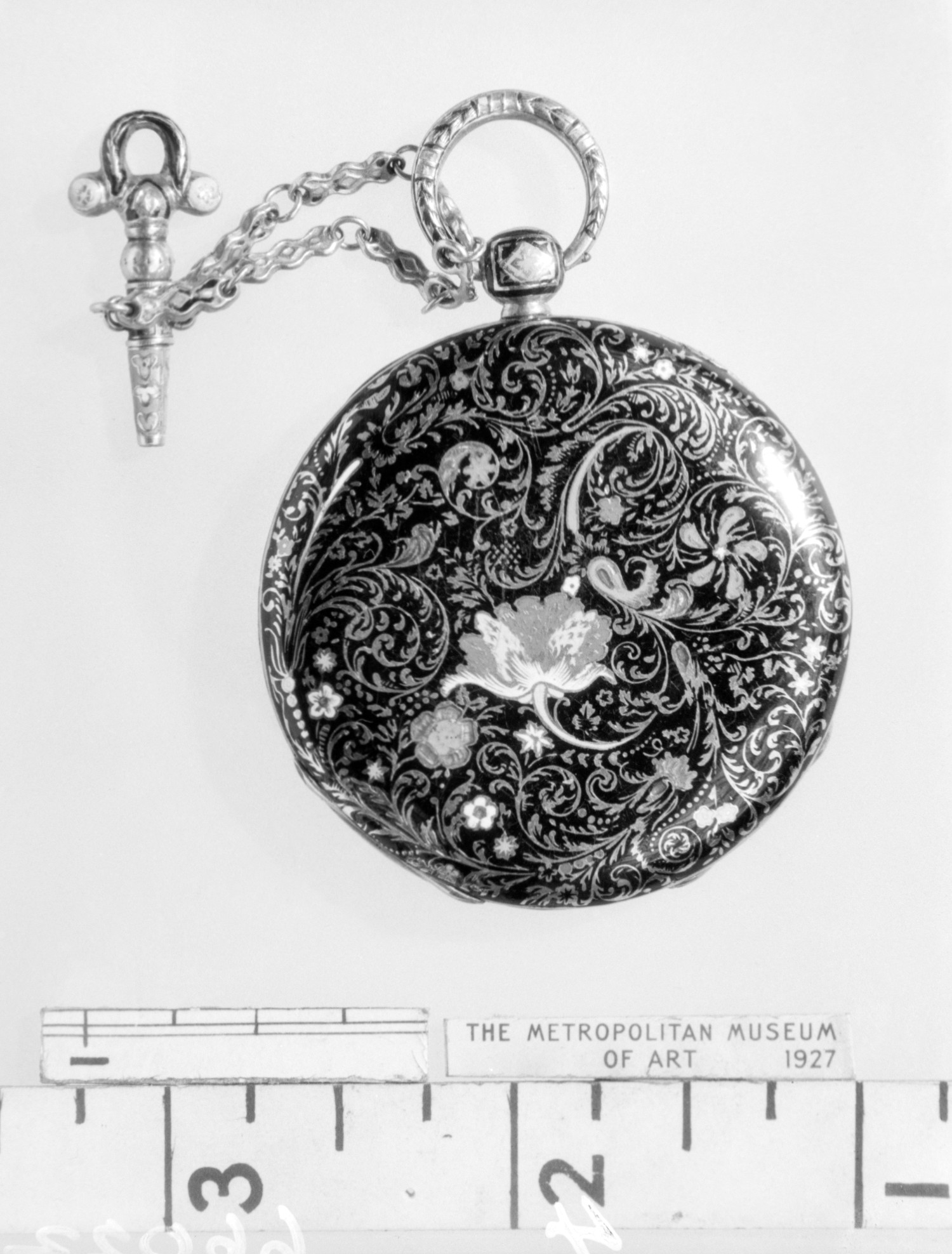
美国纽约大都会艺术博物馆收藏的一枚江诗丹顿怀表

- 1979年，瓦舍龙·江詩丹頓推出「卡里斯泰」（Kallista），被視為歷史上最昂貴腕錶之一，原價值為五百萬美元，現今已升值至約一千一百萬美元。卡里斯泰鑲嵌了118顆祖母綠切割鑽石，結合製錶大師逾6,000小時工序和珠寶鑲嵌大師投放近20個月的心血製成。[38]
- 2005年4月3日，江诗丹顿1929年为埃及国王福阿德一世（Fuad I of Egypt）所订制的怀表No. 402833 (1929) 由安帝古伦拍卖行（Antiquorum）以约277万美金（3,306,250瑞士法郎）在日内瓦拍卖售出，成为世界表类拍卖成交价最高的怀表之一。[13][14]
- 2005年4月3日, 一枚江诗丹顿的神秘钟（mysterious clock）由安帝古伦拍卖行以约183万美金 (2,206,250瑞士法郎) 在日内瓦拍卖售出。[39]
- 2005年4月3日，江诗丹顿怀表「小島之旅」（Tour de I'lle）由安帝古伦拍卖行以约156万美金（1,876,250瑞士法郎）在日内瓦拍卖售出。[40][41]
- 2011年6月15日，江诗丹顿为美国汽车富商詹姆斯·柏加德（James W. Packard）订制的三问怀表在纽约佳士得拍卖行售出，最终成交价为176万美金。 [42]

### Overseas纵横四海系列腕表
1996年，江詩丹頓開創其全新運動系列腕表，名為「纵横四海」（Overseas）。 而纵横四海系列腕表的前身 Ref. 222 腕表早在1977年石英危机（quartz crisis）期间就已推出，该表款的设计师是Jorg Hysek。
2004年，原纵横四海系列表款经重新设计推出，并于2016年历经新一轮改款。 部分纵横四海系列腕表具备复杂功能，包括计时表，世界时间，陀飞轮，月相，等等。

### Patrimony传承系列腕表

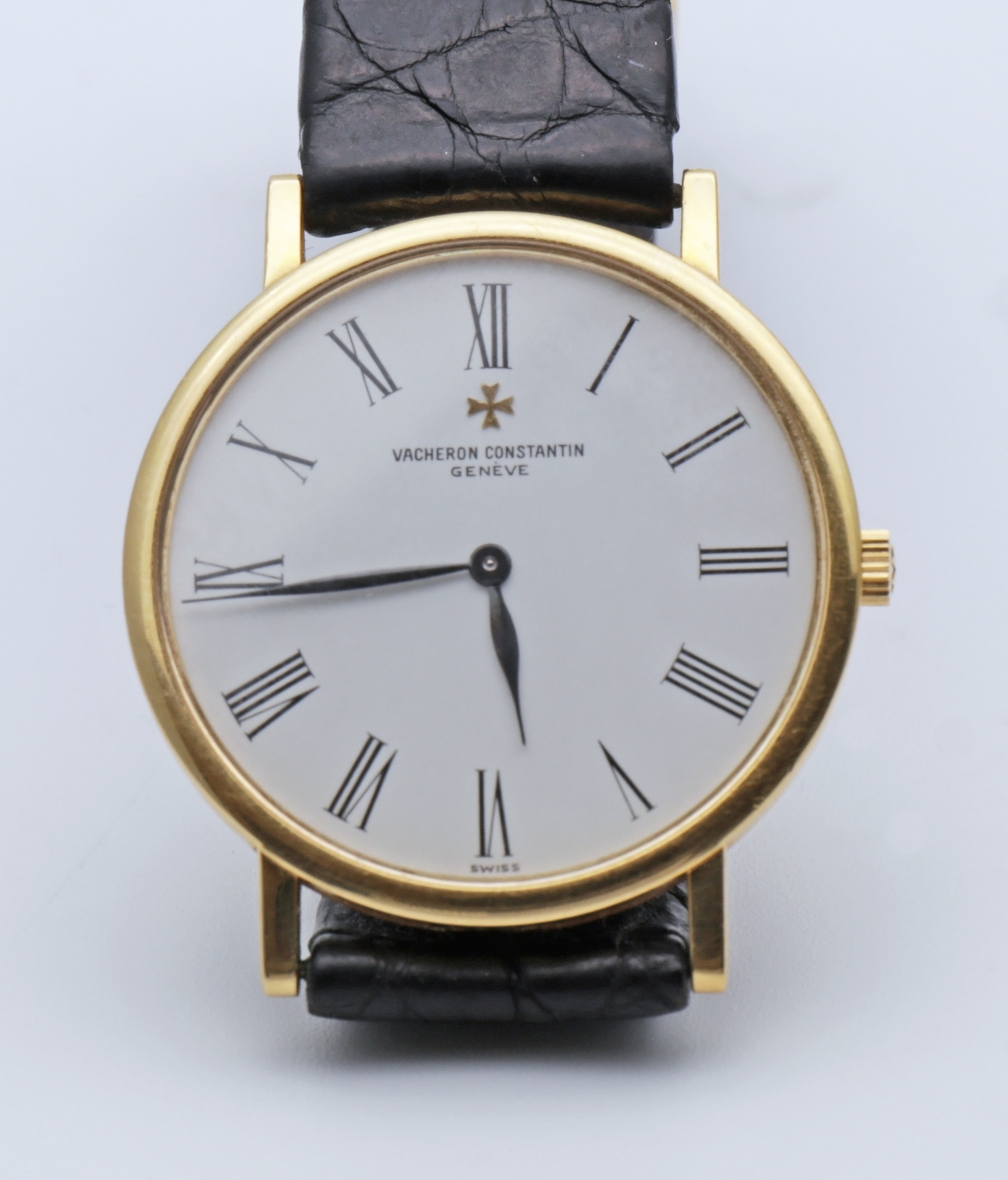
江诗丹顿 Patrimony 传承系列腕表

Patrimony 传承系列腕表是江诗丹顿的旗舰表款之一。 该系列于2004年推出，以简洁高雅的设计风格和超薄表壳而著称。 该设计受到了江诗丹顿1950年代的部分表款启发。
2009年，江诗丹顿决定将三问报时复杂功能和部分Patrimony 腕表结合，而最终的产品就是世界上最薄的三问腕表——Patrimony Calibre 1731。 现今的Patrimony 系列还包括一些其它复杂表款，比如万年历、月相显示，等等。

### Métiers d'Art艺术大师系列腕表
2007年，江詩丹頓開創「艺术大师 - 面具」（Métiers d'Art Les Masques）系列，以微型藝術製作縮小版面具。品牌特意從日內瓦巴比爾穆勒前哥倫布博物館（法语：Museu Barbier-Mueller d'Art Precolombí）收藏中選取12款面具造型，在腕表表盘上打造微缩版本的面具雕塑，將部落藝術、腕錶製造藝術及精雕藝術三者合而為一。
2012年，江詩丹頓開創「艺术大师 - 无限宇宙」（Métiers d'Art Les Univers Infinis）系列，以「平面密鑲鑲嵌法」的繪製理念在錶盤呈現多樣重複圖案，向荷蘭畫家莫里茲·柯尼利斯·艾雪（Maurits Cornelis Escher）致敬。

### 250周年纪念款
2005年，適逢江詩丹頓250周年誌慶，公司推出「小島之旅」（Tour de I'lle）腕表。 此時計拥有双面表盘、834件零件、擁有16項複雜功能，包括陀飞轮、三问报时、月相等等，其研发过程超过1万个小时。

“小岛之旅”腕表是世界上最复杂的腕表之一 。 江诗丹顿一共生产了7枚该腕表，每枚的售价超过1百万美金。 2005年4月3日，一枚“小岛之旅”腕表在瑞士日内瓦由安帝古伦拍卖行（Antiquorum）拍卖售出，最终成交价约156万美金 (1,876,250 瑞士法郎) 。 拍卖售出的表款拥有独一无二的黑色表盘。

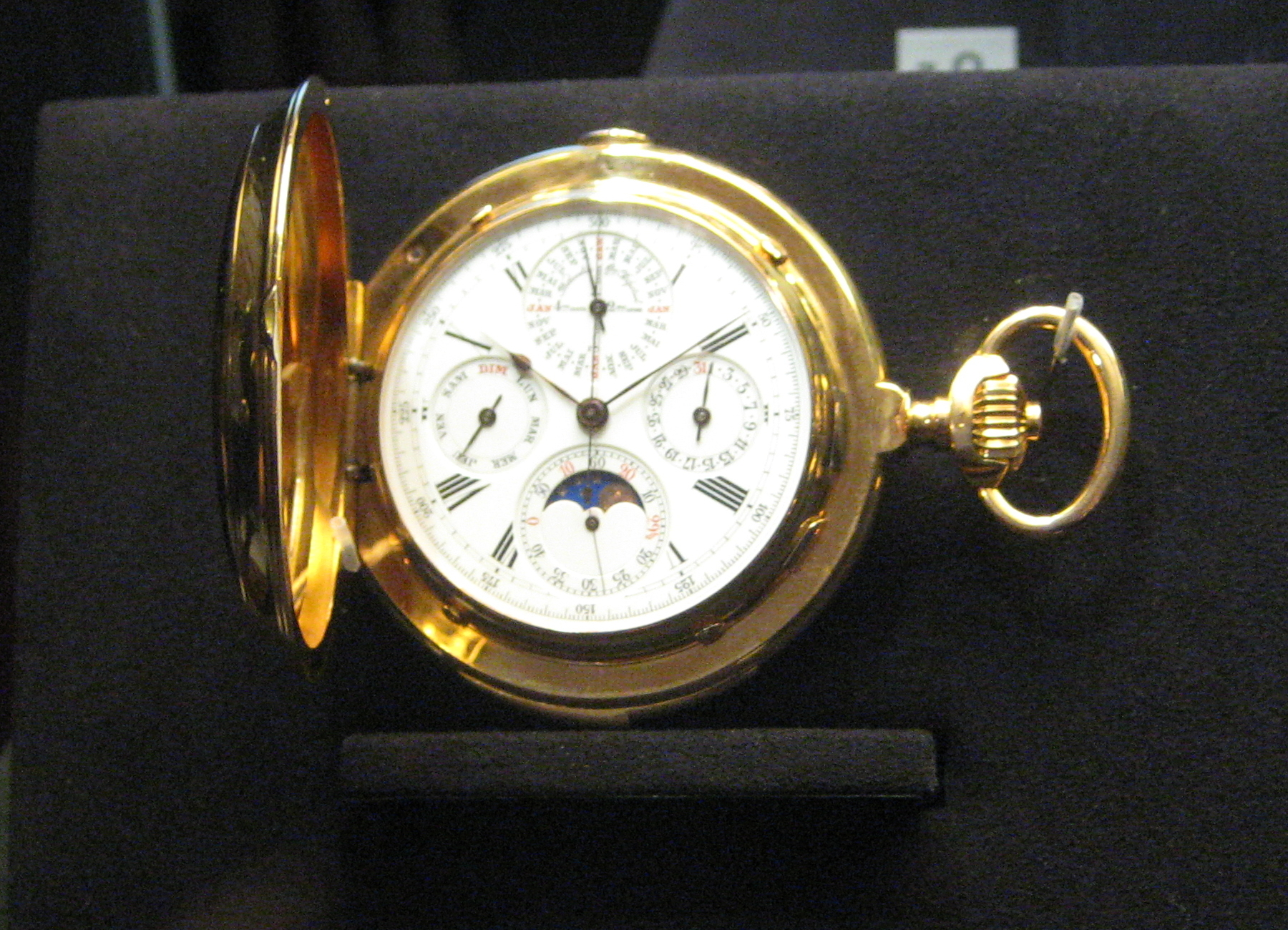
一枚江诗丹顿怀表

### 260周年纪念款
2015年，藉著品牌260周年，瓦舍龙·江詩丹頓推出製錶史上最精巧複雜的新款「Ref. 57260」怀表，這款時計由品牌的三位製錶師花費八年時間共同製作完成，共配備57項複雜功能，符合一位顧客的特別訂製要求。江詩丹頓不願透露的這款手錶的具體價格，但確認介於800萬美元至2,000萬美元之間。同年，三位研發Ref. 57260的江詩丹頓製錶師更榮獲日內瓦高級鐘錶大賞（The Grand Prix d'Horlogerie de Geneve）大獎。
江诗丹顿Ref.57260怀表是江诗丹顿订制款的超复杂系列怀表之一，最早的一款是由美国汽车富商詹姆斯·柏加德（James W. Packard）订制的三问怀表，该怀表在纽约佳士得拍卖行售出、最终成交价为176万美金。  此外，江诗丹顿1929年为埃及国王福阿德一氏订制的No. 402833 (1929) 怀表是世界表类拍卖成交价最高的怀表之一，于2005年4月3日由安帝古伦拍卖行以约277万美金售出（3,306,250瑞士法郎）。 1946年，江诗丹顿又为福阿德一氏的继任者法鲁克一世订制了一枚超复杂怀表，1948年也为法国的Guy de Boisrouvray伯爵订制过一款超复杂怀表。

## 著名客户及佩戴者

### 艺术家
- 西德尼·贝彻，美国爵士乐大师[62][63]

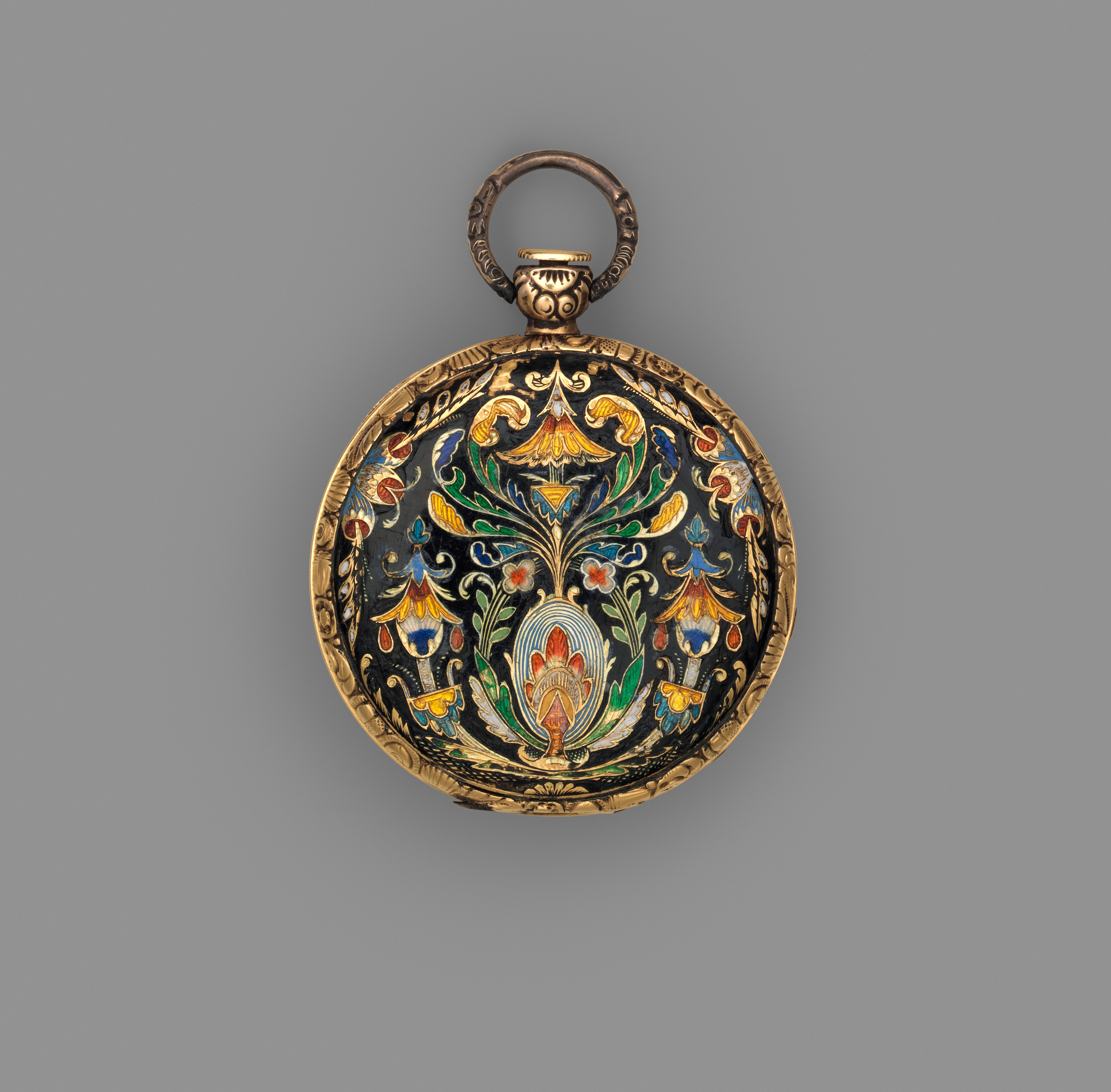
美国纽约大都会艺术博物馆收藏的一枚江诗丹顿怀表

- 马龙·白兰度，1954年、1972年奥斯卡影帝，导演（手表由莎莎·嘉宝赠予）[64][65]
- 伊丽莎白·泰勒，1960年、1966年奥斯卡影后[66]
- 杰斯，美国说唱歌手、词曲作家[10]

### 企业家
- 约翰·洛克菲勒，美国石油大王、人类近现代历史首富、芝加哥大学创始人[11][67][68]

### 学者
- 克里斯蒂安·巴纳德，南非医生、人类首例心脏移植手术的实施者[69]
- 莱特兄弟，人类飞行先驱、飞机的发明者[70][71]
- 威廉·詹姆士，美国哲学家、心理学家，被誉为“美国心理学之父”[70][72]
- 萨尔瓦托雷·夸西莫多，意大利作家、翻译家，1959年诺贝尔文学奖得主[73]
- 朱莉亚·沃德·豪，美国诗人、社会活动家[74]
- 亨利·詹姆斯，英国籍美国作家、文学评论家，多次获诺贝尔文学奖提名[70][72]

### 政治家
- 教皇庇護十一世[12]
- 邓小平，中华人民共和国第二代最高领导人[75][76]
- 江泽民，中华人民共和国第三代最高领导人
- 温家宝，中华人民共和国国务院总理

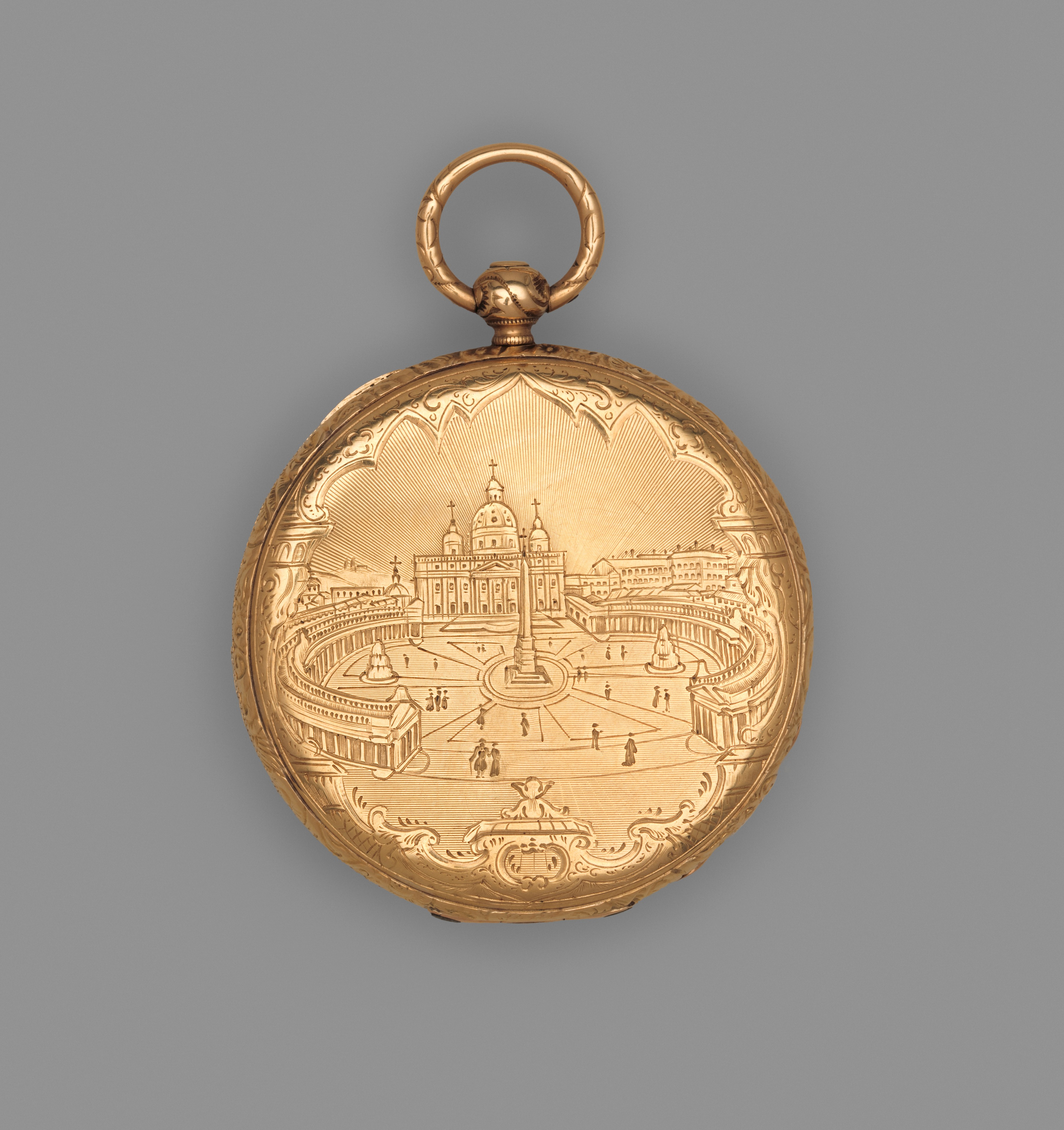
美国纽约大都会艺术博物馆收藏的一枚江诗丹顿怀表

- 卡尔·古斯塔夫·埃米尔·曼纳海姆，第6任芬兰总统[77]
- 哈瑞·杜魯門，第33任美国总统[12][78]
- 德怀特·艾森豪威尔，第34任美国总统（1955年日内瓦会议礼物手表）[78][79]
- 唐纳德·约翰·特朗普，第45任美国总统（历史名作1968粉红金超薄腕表）
- 埃德加·富尔，法国前总理（1955年日内瓦会议礼物手表）[78][80]
- 西尔维奥·贝卢斯科尼，第50任意大利总理[81][82]

### 皇室成员
- 乔治五世，英国国王（手表赠予美国军官李察·柏德）[83]
- 爱德华八世，英国国王[84][85]
- 伊莉莎白二世，英国女王（1947年婚礼礼物手表）[9][86]
- 威尔士王妃戴安娜，英国王妃（1981年婚礼礼物手表）[87][9][86]
- 拿破崙一世，法国皇帝[10]
- 亚历山大三世，俄国沙皇（手表在一枚法贝热彩蛋（Third Imperial Egg）内，赠予妻子玛丽亚·费奥多罗芙娜皇后）[88]
- 福阿德一世，埃及国王[60]
- 法鲁克一世，埃及国王[89]
- 卡洛·阿尔贝托，撒丁王国国王[90]
- 拉玛五世，泰国国王[91][92]

## 外部連結
- 官方网站 （页面存档备份，存于）
- 江詩丹頓官方討論區The Hour Lounge （页面存档备份，存于）
- 江詩丹頓官方Facebook